# 阿里希尔·纳沃伊
阿里希爾·纳沃伊（察合台语，1441年2月9日—1501年1月3日），中亞突厥語政治家、語言學家、畫家、作家、詩人。
他出生在帖木兒帝國後期首都赫拉特，年青時為當時帖木兒後王阿布勒－卡西姆·巴布爾·本·拜宋豁兒服務。
他最重要的事蹟是提倡以察合台语寫作，是中亞突厥語文學奠基人。
1501年在赫拉特去世。

## 代表作
- 《雙言辨》
- 《五卷詩》
- 1.「正人之憂」
- 2.「萊莉與麥季農」
- 3.「亞塞拜然的希琳公主」
- 4.「七星美圖」
- 5.「希臘化的伊斯坎達城堡」

1. ↑  . 央广网.   [2022-09-23]. （原始内容存档于2022-09-23）.